# Szibériai jegenyefenyő
A szibériai jegenyefenyő (Abies sibirica) Kelet-Ázsiából származó és dísznövényként Magyarországon is terjedő örökzöld; a jegenyefenyő nemzetség Balsamea (balzsamfenyő) fajsorának tagja.

## Elterjedése, társulásai
A világ legészakabbra hatoló és ezzel legnagyobb elterjedési területű jegenyefenyője:
- nyugat felé Arhangelszk körzetéig jut el;
- kelet felé pedig a Dauriáig és Mandzsúriáig;
- egy alfaja, a turkesztáni jegenyefenyő (Abies sibirica subsp. semenovii) eléri a Tien-san nyugati hegyláncait;
- reliktum fajként maradt fenn Kamcsatka hegyvidékén.

A kazah és kínai Altaj-hegységben, 1900–2350 m között
- szibériai luccal (Picea obovata) és
- szibériai vörösfenyővel (Larix sibirica),

a nedvesebb részeken ezek mellett szibériai cirbolyával (Pinus cembra subsp. sibirica) is társul.
Társulásainak lombkoronaszintje zárt; alatta gyakran alig van cserje.

## Megjelenése
Tornyos csúcsú, igen karcsú fa; magassága többnyire nem éri el a 35 m-t. Kérge szürkésbarna, sima, gyantahólyagokkal. Vesszői fényes szürkéssárgák, felül csaknem fehérek. A korona magasabb részein az 1,5–4 cm-es, felül világos-, alul szürkészöld tűk a tengely felső oldalán tömörülnek, lejjebb fésűszerűen két oldalra hajlanak.
Egylaki, külön porzós és külön termős virágokkal. Az 5–9,5 cm-es tobozok éretlenül fakózöldek, éretten világosbarnák; felleveleik rejtettek.

## Életmódja
A fagyot kiválón tűri, de tűző napon tűlevelei könnyen megégnek. Magyarországon aszályos időben rendszeresen öntözni kell. Jóformán bármilyen talajon megél; a párás, nedves helyeket kedveli. A talaj szemcseösszetételére nem érzékeny, de a meszes, illetve egyéb okokból alkáli kémhatású talajokat nem kedveli. A száraz talajt és a pangó vizet egyaránt rosszul tűri.
Májusban virágzik; magjai szeptemberben érnek be.

## Felhasználása
Fáját a többi jegenyefenyővel azonos módon hasznosítják.
Tűleveleiből gyógyhatású olajat (oleum pini sibericum) préselnek. Ezt inhalálva felső légúti fertőzések hatásainak könnyítésére, bőrbe dörzsölve reumás panaszok enyhítésére használják; emellett nyugtató, antibakteriális és vírusölő hatású.

## Nemesített változatok
Ismertebb fajták:
- Abies sibirica ’Alba’
- Abies sibirica ’Candelabrum’
- Abies sibirica ’Compacta glauca’
- Abies sibirica ’Elegans’
- Abies sibirica ’Glauca’
- Abies sibirica ’Monstrosa’
- Abies sibirica ’Parvula’
- Abies sibirica ’Pendula’
- Abies sibirica ’Pumila’
- Abies sibirica ’Pyramidalis’
- Abies sibirica ’Variegata’
- Abies sibirica ’Viridis’